# Gospel Collection (álbum de Fernanda Brum)
Gospel Collection é um coletânea ao vivo lançado em 2014 pela gravadora MK Music. Este disco reúne 13 faixas gravadas ao vivo, incluindo participações especiais e momentos marcantes de sua carreira. O repertório abrange sucessos como "Coração que Sangra", "Tua Glória", "Apenas Um Toque" e "Cura-me", reunindo músicas gravadas em eventos ao vivo promovidos pelo selo.

## Coletânea
A coletânea é parte de uma série maior chamada "Gospel Collection - Ao Vivo", que inclui álbuns de diversos artistas do segmento gospel, como Aline Barros, Bruna Karla, Kleber Lucas, PG, Marina de Oliveira, Oficina G3, Léa Mendonça, Voices, Comunidade Internacional da Zona Sul, Eyshila, Cassiane, Andrea Fontes e Novo Som. Cada álbum individual apresenta 13 faixas, com participações especiais e momentos únicos capturados durante apresentações ao vivo.

## Faixas
| N.º            | Título                | Duração |  |
| 1.             | "Coração que Sangra"  | 04:24   |  |
| 2.             | "Tua Glória"          | 03:59   |  |
| 3.             | "Apenas um Toque"     | 06:57   |  |
| 4.             | "Canta Minh'Alma"     | 04:05   |  |
| 5.             | "Cantarei ao Senhor"  | 04:43   |  |
| 6.             | "Cura-me"             | 06:27   |  |
| 7.             | "Dá-me Filhos"        | 06:15   |  |
| 8.             | "Dia de Festa"        | 02:38   |  |
| 9.             | "Espírito Santo"      | 05:04   |  |
| 10.            | "Eu Vou (África)"     | 05:13   |  |
| 11.            | "Saída"               | 05:14   |  |
| 12.            | "A Tua Glória Faz"    | 04:44   |  |
| 13.            | "Tudo que tem Fôlego" | 03:12   |  |
| Duração total: | Duração total:        | 62:55   |  |